# KNVB-Pokal 1965/66
Der KNVB-Pokal 1965/66 war die 48. Auflage des niederländischen Fußball-Pokalwettbewerbs. Pokalsieger wurde Sparta Rotterdam. Das Team setzte sich im Finale gegen ADO Den Haag durch. Das Team setzte sich im Finale gegen ADO Den Haag durch. Der Sieger qualifizierte sich für den Europapokal der Pokalsieger.

## Modus
45 Mannschaften wurden zunächst in 15 regionale Gruppen eingeteilt. In jeder Gruppe spielten die Mannschaften jeweils einmal gegeneinander. Die Gruppenersten erreichten die 2. Runde. Titelverteidiger Feijenoord Rotterdam war von der Gruppenphase ausgenommen und startete erst in der 2. Runde. Ab hier wurde bei unentschiedenem Ausgang eine Verlängerung von maximal 7½ Minuten gespielt.
Teilnehmer: Alle 16 Mannschaften der Eredivisie, alle 15 Mannschaften aus der Eerste Divisie und alle 30 Mannschaften aus der Tweede Divisie.

## Gruppenphase

### Gruppe 1
| Datum      |                | Ergebnis |                |
| ---------- | -------------- | -------- | -------------- |
| 19.09.1965 | VV Heerenveen  | 0:3      | GVAV Rapiditas |
| 19.09.1965 | VV Veendam     | 3:0      | SC Cambuur     |
| 07.11.1965 | SC Cambuur     | 3:1      | VV Heerenveen  |
| 07.11.1965 | GVAV Rapiditas | 0:3      | VV Veendam     |
| 02.01.1966 | GVAV Rapiditas | 4:1      | SC Cambuur     |
| 02.01.1966 | VV Veendam     | 3:0      | VV Heerenveen  |

| Pl. | Verein         | Sp. | S | U | N | Tore    | Quote | Punkte |
| --- | -------------- | --- | - | - | - | ------- | ----- | ------ |
| 1.  | VV Veendam     | 3   | 3 | 0 | 0 | 009:000 | ∞     | 06:0   |
| 2.  | GVAV Rapiditas | 3   | 2 | 0 | 1 | 007:400 | 1,75  | 04:20  |
| 3.  | SC Cambuur     | 3   | 1 | 0 | 2 | 004:800 | 0,50  | 02:40  |
| 4.  | VV Heerenveen  | 3   | 0 | 0 | 3 | 001:900 | 0,11  | 0:60   |

### Gruppe 2
| Datum      |                  | Ergebnis |                  |
| ---------- | ---------------- | -------- | ---------------- |
| 19.09.1965 | BV De Graafschap | 3:1      | HVV Tubantia     |
| 19.09.1965 | FC Twente '65    | 3:1      | AGOVV Apeldoorn  |
| 07.11.1965 | AGOVV Apeldoorn  | 1:2      | BV De Graafschap |
| 07.11.1965 | HVV Tubantia     | 3:5      | FC Twente '65    |
| 02.01.1966 | HVV Tubantia     | 0:3      | AGOVV Apeldoorn  |
| 02.01.1966 | FC Twente '65    | 0:0      | BV De Graafschap |

| Pl. | Verein           | Sp. | S | U | N | Tore    | Quote | Punkte |
| --- | ---------------- | --- | - | - | - | ------- | ----- | ------ |
| 1.  | BV De Graafschap | 3   | 2 | 1 | 0 | 005:200 | 2,50  | 05:10  |
| 2.  | FC Twente '65    | 3   | 2 | 1 | 0 | 008:400 | 2,00  | 05:10  |
| 3.  | AGOVV Apeldoorn  | 3   | 1 | 0 | 2 | 005:500 | 1,00  | 02:40  |
| 4.  | HVV Tubantia     | 3   | 0 | 0 | 3 | 004:110 | 0,36  | 0:60   |

### Gruppe 3
| Datum      |                  | Ergebnis |                  |
| ---------- | ---------------- | -------- | ---------------- |
| 19.09.1965 | VV Zwartemeer    | 0:1      | PEC Zwolle       |
| 19.09.1965 | SV Zwolsche Boys | 0:3      | Heracles Almelo  |
| 07.11.1965 | Heracles Almelo  | 3:1      | VV Zwartemeer    |
| 07.11.1965 | PEC Zwolle       | 2:1      | SV Zwolsche Boys |
| 03.02.1966 | PEC Zwolle       | 2:2      | Heracles Almelo  |

| Pl. | Verein           | Sp. | S | U | N | Tore    | Quote | Punkte |
| --- | ---------------- | --- | - | - | - | ------- | ----- | ------ |
| 1.  | Heracles Almelo  | 3   | 2 | 1 | 0 | 008:300 | 2,67  | 05:10  |
| 2.  | PEC Zwolle       | 3   | 2 | 1 | 0 | 005:300 | 1,67  | 05:10  |
| 3.  | VV Zwartemeer    | 2   | 0 | 0 | 2 | 001:400 | 0,25  | 0:40   |
| 4.  | SV Zwolsche Boys | 2   | 0 | 0 | 2 | 001:500 | 0,20  | 0:40   |

### Gruppe 4
| Datum      |                   | Ergebnis |                   |
| ---------- | ----------------- | -------- | ----------------- |
| 19.09.1965 | Go Ahead Deventer | 3:0      | Vitesse Arnheim   |
| 19.09.1965 | NEC Nijmegen      | 3:2      | WVV Wageningen    |
| 07.11.1965 | Vitesse Arnheim   | 1:1      | NEC Nijmegen      |
| 07.11.1965 | WVV Wageningen    | 0:1      | Go Ahead Deventer |
| 02.01.1966 | Go Ahead Deventer | 2:0      | NEC Nijmegen      |
| 02.01.1966 | WVV Wageningen    | 2:2      | Vitesse Arnheim   |

| Pl. | Verein            | Sp. | S | U | N | Tore    | Quote | Punkte |
| --- | ----------------- | --- | - | - | - | ------- | ----- | ------ |
| 1.  | Go Ahead Deventer | 3   | 3 | 0 | 0 | 006:000 | ∞     | 06:0   |
| 2.  | NEC Nijmegen      | 3   | 1 | 1 | 1 | 004:500 | 0,80  | 03:30  |
| 3.  | Vitesse Arnheim   | 3   | 0 | 2 | 1 | 003:600 | 0,50  | 02:40  |
| 4.  | WVV Wageningen    | 3   | 0 | 1 | 2 | 004:600 | 0,67  | 01:50  |

### Gruppe 5
| Datum      |                    | Ergebnis |                    |
| ---------- | ------------------ | -------- | ------------------ |
| 19.09.1965 | FC Den Bosch       | 3:2      | VVV-Venlo          |
| 19.09.1965 | Fortuna ’54 Geleen | 2:0      | RVKK Wilhelmina    |
| 07.11.1965 | VVV-Venlo          | 2:2      | Fortuna ’54 Geleen |
| 07.11.1965 | RVKK Wilhelmina    | 2:3      | FC Den Bosch       |
| 02.01.1966 | FC Den Bosch       | 1:0      | Fortuna ’54 Geleen |
| 02.01.1966 | VVV-Venlo          | 1:1      | RVKK Wilhelmina    |

| Pl. | Verein             | Sp. | S | U | N | Tore    | Quote | Punkte |
| --- | ------------------ | --- | - | - | - | ------- | ----- | ------ |
| 1.  | FC Den Bosch       | 3   | 3 | 0 | 0 | 007:400 | 1,75  | 06:0   |
| 2.  | Fortuna ’54 Geleen | 3   | 1 | 1 | 1 | 004:300 | 1,33  | 03:30  |
| 3.  | VVV-Venlo          | 3   | 0 | 2 | 1 | 005:600 | 0,83  | 02:40  |
| 4.  | RVKK Wilhelmina    | 3   | 0 | 1 | 2 | 003:600 | 0,50  | 01:50  |

### Gruppe 6
| Datum      |                  | Ergebnis |                  |
| ---------- | ---------------- | -------- | ---------------- |
| 19.09.1965 | MVV Maastricht   | 3:1      | RKSV Sittardia   |
| 19.09.1965 | Roda JC Kerkrade | 4:2      | SV Limburgia     |
| 07.11.1965 | SV Limburgia     | 1:3      | MVV Maastricht   |
| 07.11.1965 | RKSV Sittardia   | 4:1      | Roda JC Kerkrade |
| 02.01.1966 | Roda JC Kerkrade | 0:1      | MVV Maastricht   |

| Pl. | Verein           | Sp. | S | U | N | Tore    | Quote | Punkte |
| --- | ---------------- | --- | - | - | - | ------- | ----- | ------ |
| 1.  | MVV Maastricht   | 3   | 3 | 0 | 0 | 007:200 | 3,50  | 06:0   |
| 2.  | RKSV Sittardia   | 2   | 1 | 0 | 1 | 005:400 | 1,25  | 02:20  |
| 3.  | Roda JC Kerkrade | 3   | 1 | 0 | 2 | 005:700 | 0,71  | 02:40  |
| 4.  | SV Limburgia     | 2   | 0 | 0 | 2 | 003:700 | 0,43  | 0:40   |

### Gruppe 7
| Datum      |                    | Ergebnis |                    |
| ---------- | ------------------ | -------- | ------------------ |
| 19.09.1965 | VV Baronie         | 1:1      | VV Eindhoven       |
| 19.09.1965 | PSV Eindhoven      | 3:0      | RKSV Helmondia '55 |
| 07.11.1965 | VV Eindhoven       | 3:3      | PSV Eindhoven      |
| 07.11.1965 | RKSV Helmondia '55 | 1:3      | VV Baronie         |
| 02.01.1966 | VV Eindhoven       | 0:0      | RKSV Helmondia '55 |
| 02.01.1966 | PSV Eindhoven      | 5:2      | VV Baronie         |

| Pl. | Verein             | Sp. | S | U | N | Tore    | Quote | Punkte |
| --- | ------------------ | --- | - | - | - | ------- | ----- | ------ |
| 1.  | PSV Eindhoven      | 3   | 2 | 1 | 0 | 011:500 | 2,20  | 05:10  |
| 2.  | VV Eindhoven       | 3   | 1 | 1 | 1 | 006:700 | 0,86  | 03:30  |
| 3.  | VV Baronie         | 3   | 0 | 3 | 0 | 004:400 | 1,00  | 03:30  |
| 4.  | RKSV Helmondia '55 | 3   | 0 | 1 | 2 | 001:600 | 0,17  | 01:50  |

### Gruppe 8
| Datum      |                   | Ergebnis |                   |
| ---------- | ----------------- | -------- | ----------------- |
| 19.09.1965 | RBC Roosendaal    | 3:2      | TSV NOAD          |
| 19.09.1965 | Willem II Tilburg | 1:4      | NAC Breda         |
| 07.11.1965 | NAC Breda         | 1:1      | RBC Roosendaal    |
| 07.11.1965 | TSV NOAD          | 2:3      | Willem II Tilburg |
| 02.01.1966 | NAC Breda         | 4:0      | TSV NOAD          |
| 02.01.1966 | Willem II Tilburg | 4:0      | RBC Roosendaal    |

| Pl. | Verein            | Sp. | S | U | N | Tore    | Quote | Punkte |
| --- | ----------------- | --- | - | - | - | ------- | ----- | ------ |
| 1.  | NAC Breda         | 3   | 2 | 1 | 0 | 009:200 | 4,50  | 05:10  |
| 2.  | Willem II Tilburg | 3   | 2 | 0 | 1 | 008:600 | 1,33  | 04:20  |
| 3.  | RBC Roosendaal    | 3   | 1 | 1 | 1 | 004:700 | 0,57  | 03:30  |
| 4.  | TSV NOAD          | 3   | 0 | 0 | 3 | 004:100 | 0,40  | 0:60   |

### Gruppe 9
| Datum      |                     | Ergebnis |                     |
| ---------- | ------------------- | -------- | ------------------- |
| 19.09.1965 | Blauw Wit Amsterdam | 1:1      | DWS Amsterdam       |
| 19.09.1965 | Haarlemse FC EDO    | 1:1      | HFC Haarlem         |
| 07.11.1965 | DWS Amsterdam       | 8:1      | Haarlemse FC EDO    |
| 07.11.1965 | HFC Haarlem         | 5:2      | Blauw Wit Amsterdam |
| 02.01.1966 | DWS Amsterdam       | 1:0      | HFC Haarlem         |
| 10.03.1966 | Haarlemse FC EDO    | 2:4      | Blauw Wit Amsterdam |

| Pl. | Verein              | Sp. | S | U | N | Tore    | Quote | Punkte |
| --- | ------------------- | --- | - | - | - | ------- | ----- | ------ |
| 1.  | DWS Amsterdam       | 3   | 2 | 1 | 0 | 010:200 | 5,00  | 05:10  |
| 2.  | Blauw Wit Amsterdam | 3   | 1 | 1 | 1 | 006:400 | 1,50  | 03:30  |
| 3.  | HFC Haarlem         | 3   | 1 | 1 | 1 | 007:800 | 0,88  | 03:30  |
| 4.  | Haarlemse FC EDO    | 3   | 0 | 1 | 2 | 004:130 | 0,31  | 01:50  |

### Gruppe 10
| Datum      |                     | Ergebnis |                     |
| ---------- | ------------------- | -------- | ------------------- |
| 19.09.1965 | Ajax Amsterdam      | 5:0      | AVV De Volewijckers |
| 19.09.1965 | FC Zaanstreek       | 1:0      | Zaanlandsche FC     |
| 07.11.1965 | AVV De Volewijckers | 2:2      | FC Zaanstreek       |
| 07.11.1965 | Zaanlandsche FC     | 0:3      | Ajax Amsterdam      |
| 02.01.1966 | Ajax Amsterdam      | 3:1      | FC Zaanstreek       |
| 02.01.1966 | Zaanlandsche FC     | 2:4      | AVV De Volewijckers |

| Pl. | Verein              | Sp. | S | U | N | Tore    | Quote | Punkte |
| --- | ------------------- | --- | - | - | - | ------- | ----- | ------ |
| 1.  | Ajax Amsterdam      | 3   | 3 | 0 | 0 | 011:100 | 11,00 | 06:0   |
| 2.  | AVV De Volewijckers | 3   | 1 | 1 | 1 | 004:500 | 0,80  | 03:30  |
| 3.  | FC Zaanstreek       | 3   | 1 | 1 | 1 | 006:900 | 0,67  | 03:30  |
| 4.  | Zaanlandsche FC     | 3   | 0 | 0 | 3 | 002:800 | 0,25  | 0:60   |

### Gruppe 11
| Datum      |                 | Ergebnis |                 |
| ---------- | --------------- | -------- | --------------- |
| 19.09.1965 | RC Heemstede    | 0:3      | SC Telstar 1963 |
| 19.09.1965 | RKSV Volendam   | 6:1      | VV Alkmaar ʼ54  |
| 07.11.1965 | VV Alkmaar ʼ54  | 3:1      | RC Heemstede    |
| 07.11.1965 | SC Telstar 1963 | 1:0      | RKSV Volendam   |
| 02.01.1966 | RC Heemstede    | 0:4      | RKSV Volendam   |
| 02.01.1966 | SC Telstar 1963 | 0:0      | VV Alkmaar ʼ54  |

| Pl. | Verein          | Sp. | S | U | N | Tore    | Quote | Punkte |
| --- | --------------- | --- | - | - | - | ------- | ----- | ------ |
| 1.  | SC Telstar 1963 | 3   | 2 | 1 | 0 | 004:000 | ∞     | 05:10  |
| 2.  | RKSV Volendam   | 3   | 2 | 0 | 1 | 010:200 | 5,00  | 04:20  |
| 3.  | VV Alkmaar ʼ54  | 3   | 1 | 1 | 1 | 004:700 | 0,57  | 03:30  |
| 4.  | RC Heemstede    | 3   | 0 | 0 | 3 | 001:100 | 0,10  | 0:60   |

### Gruppe 12
| Datum      |               | Ergebnis |               |
| ---------- | ------------- | -------- | ------------- |
| 19.09.1965 | FC Hilversum  | 1:2      | DOS Utrecht   |
| 19.09.1965 | Velox Utrecht | 5:1      | SC Gooiland   |
| 07.11.1965 | DOS Utrecht   | 1:1      | Velox Utrecht |
| 07.11.1965 | SC Gooiland   | 0:1      | FC Hilversum  |
| 02.01.1966 | DOS Utrecht   | 12:20    | SC Gooiland   |
| 02.01.1966 | Velox Utrecht | 3:1      | FC Hilversum  |

| Pl. | Verein        | Sp. | S | U | N | Tore    | Quote | Punkte |
| --- | ------------- | --- | - | - | - | ------- | ----- | ------ |
| 1.  | DOS Utrecht   | 3   | 2 | 1 | 0 | 015:400 | 3,75  | 05:10  |
| 2.  | Velox Utrecht | 3   | 2 | 1 | 0 | 009:300 | 3,00  | 05:10  |
| 3.  | FC Hilversum  | 2   | 1 | 0 | 1 | 003:500 | 0,60  | 02:20  |
| 4.  | SC Gooiland   | 3   | 0 | 0 | 3 | 003:180 | 0,17  | 0:60   |

### Gruppe 13
| Datum      |                     | Ergebnis |                     |
| ---------- | ------------------- | -------- | ------------------- |
| 19.09.1965 | VV Elinkwijk        | 2:4      | RFC Xerxes          |
| 19.09.1965 | Excelsior Rotterdam | 0:0      | HVC Amersfoort      |
| 07.11.1965 | HVC Amersfoort      | 1:5      | VV Elinkwijk        |
| 07.11.1965 | RFC Xerxes          | 2:1      | Excelsior Rotterdam |
| 02.01.1966 | Excelsior Rotterdam | 1:2      | VV Elinkwijk        |
| 02.01.1966 | HVC Amersfoort      | 1:3      | RFC Xerxes          |

| Pl. | Verein              | Sp. | S | U | N | Tore    | Quote | Punkte |
| --- | ------------------- | --- | - | - | - | ------- | ----- | ------ |
| 1.  | RFC Xerxes          | 3   | 3 | 0 | 0 | 009:400 | 2,25  | 06:0   |
| 2.  | VV Elinkwijk        | 3   | 2 | 0 | 1 | 009:600 | 1,50  | 04:20  |
| 3.  | Excelsior Rotterdam | 3   | 0 | 1 | 2 | 002:400 | 0,50  | 01:50  |
| 4.  | HVC Amersfoort      | 3   | 0 | 1 | 2 | 002:800 | 0,25  | 01:50  |

### Gruppe 14
| Datum      |                     | Ergebnis |                     |
| ---------- | ------------------- | -------- | ------------------- |
| 19.09.1965 | ADO Den Haag        | 4:1      | Fortuna Vlaardingen |
| 19.09.1965 | DHC Delft ʼ66       | 0:3      | Holland Sport       |
| 07.11.1965 | Fortuna Vlaardingen | 2:3      | DHC Delft ʼ66       |
| 07.11.1965 | Holland Sport       | 2:4      | ADO Den Haag        |
| 22.12.1965 | Holland Sport       | 1:1      | Fortuna Vlaardingen |
| 02.01.1966 | ADO Den Haag        | 2:1      | DHC Delft ʼ66       |

| Pl. | Verein              | Sp. | S | U | N | Tore    | Quote | Punkte |
| --- | ------------------- | --- | - | - | - | ------- | ----- | ------ |
| 1.  | ADO Den Haag        | 3   | 3 | 0 | 0 | 010:400 | 2,50  | 06:0   |
| 2.  | Holland Sport       | 3   | 1 | 1 | 1 | 006:500 | 1,20  | 03:30  |
| 3.  | DHC Delft ʼ66       | 3   | 1 | 0 | 2 | 004:700 | 0,57  | 02:40  |
| 4.  | Fortuna Vlaardingen | 3   | 0 | 1 | 2 | 004:800 | 0,50  | 01:50  |

### Gruppe 15
| Datum      |                  | Ergebnis |                  |
| ---------- | ---------------- | -------- | ---------------- |
| 19.09.1965 | Sparta Rotterdam | 6:1      | Dordrechtsche FC |
| 19.09.1965 | SVV Schiedam     | 3:2      | Hermes DVS       |
| 07.11.1965 | Dordrechtsche FC | 0:7      | SVV Schiedam     |
| 07.11.1965 | Hermes DVS       | 2:4      | Sparta Rotterdam |
| 02.01.1966 | Sparta Rotterdam | 3:0      | SVV Schiedam     |

| Pl. | Verein           | Sp. | S | U | N | Tore    | Quote | Punkte |
| --- | ---------------- | --- | - | - | - | ------- | ----- | ------ |
| 1.  | Sparta Rotterdam | 3   | 3 | 0 | 0 | 013:300 | 4,33  | 06:0   |
| 2.  | SVV Schiedam     | 3   | 2 | 0 | 1 | 010:500 | 2,00  | 04:20  |
| 3.  | Hermes DVS       | 2   | 0 | 1 | 1 | 002:300 | 0,67  | 01:30  |
| 4.  | Dordrechtsche FC | 2   | 0 | 1 | 1 | 002:300 | 0,67  | 01:30  |

## 2. Runde
| Datum      |                   | Ergebnis  |                      |
| ---------- | ----------------- | --------- | -------------------- |
| 20.02.1966 | PSV Eindhoven     | 3:2 n. V. | DWS Amsterdam        |
| 20.02.1966 | NAC Breda         | 2:0       | Heracles Almelo      |
| 20.02.1966 | FC Den Bosch      | 2:3 n. V. | Sparta Rotterdam     |
| 20.02.1966 | RFC Xerxes        | 2:1       | BV De Graafschap     |
| 02.03.1966 | DOS Utrecht       | 3:4       | ADO Den Haag         |
| 10.03.1966 | SC Telstar 1963   | 2:0       | MVV Maastricht       |
| 17.03.1966 | Ajax Amsterdam    | 7:0       | VV Veendam           |
| 30.03.1966 | Go Ahead Deventer | 3:0       | Feijenoord Rotterdam |

## Viertelfinale
| Datum      |                   | Ergebnis |                 |
| ---------- | ----------------- | -------- | --------------- |
| 16.04.1966 | Sparta Rotterdam  | 6:2      | RFC Xerxes      |
| 21.04.1966 | NAC Breda         | 1:3      | ADO Den Haag    |
| 21.04.1966 | Go Ahead Deventer | 1:0      | Ajax Amsterdam  |
| 21.04.1966 | PSV Eindhoven     | 6:1      | SC Telstar 1963 |

## Halbfinale
| Datum      |                   | Ergebnis |                  |
| ---------- | ----------------- | -------- | ---------------- |
| 06.05.1966 | PSV Eindhoven     | 2:4      | Sparta Rotterdam |
| 12.05.1966 | Go Ahead Deventer | 2:4      | ADO Den Haag     |

## Finale
| Sparta Rotterdam                               | Sparta Rotterdam | ADO Den Haag | ADO Den Haag |
| ---------------------------------------------- | --- | --- | ------------ |
| Sparta Rotterdam                               | \| 25. Mai 1966 in Rotterdam (Stadion Feijenoord) \| \| Ergebnis: 1:0 (0:0) \| \| Zuschauer: 24.000 \| \| Schiedsrichter: Leo Horn \| \| Spielbericht \|                                | \| 25. Mai 1966 in Rotterdam (Stadion Feijenoord) \| \| Ergebnis: 1:0 (0:0) \| \| Zuschauer: 24.000 \| \| Schiedsrichter: Leo Horn \| \| Spielbericht \|                                               | ADO Den Haag |
| Sparta Rotterdam                               | Pim Doesburg – Hans Buitendijk, Theo Laseroms, Hans Eijkenbroek, Hans Bentzon – Ton Kemper, Henk Bosveld, Jan Bouman – Tinus Bosselaar, Ole Madsen, Co Onsman Cheftrainer: Wiel Coerver | Ton Thie – Jacques Smit, Jan Villerius, Aad Mansveld, Harry Vos – Joop Jochems, Piet de Zoete, Harry Heijnen – Theo van der Burch, Lambert Maassen, Kees Aarts Cheftrainer: Ernst Happel ( Österreich) | ADO Den Haag |
| Sparta Rotterdam                               | 1:0 Ole Madsen (60.) | | ADO Den Haag |
| 25. Mai 1966 in Rotterdam (Stadion Feijenoord) | | |              |
| Ergebnis: 1:0 (0:0)                            | | |              |
| Zuschauer: 24.000                              | | |              |
| Schiedsrichter: Leo Horn                       | | |              |
| Spielbericht                                   | | |              |